# 巴兹蒙
巴兹蒙（法語：Bazemont，法語發音：[bazmɔ̃]）是法国伊夫林省的一个市镇，属于圣日耳曼昂莱区。

## 地理
巴兹蒙（48°55'41"N, 1°51'54"E）面积6.59 平方千米，位于法国法蘭西島大區伊夫林省，该省份为法国北部内陆省份，北起瓦兹河谷省，西接厄尔省，西南接厄尔-卢瓦省，东南接埃松省，东临上塞纳省。
与巴兹蒙接壤的市镇（或旧市镇、城区）包括：莱萨吕埃勒鲁瓦、欧贝让维尔、莫尔德河畔欧奈、布阿夫勒、埃克维伊、塞纳河畔弗兰、莫勒。

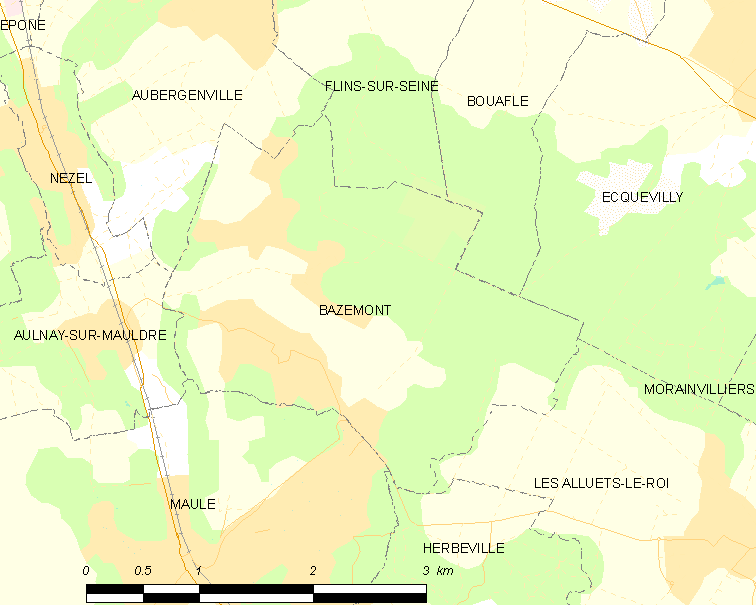
巴兹蒙的OSM定位图

巴兹蒙的时区为UTC+01:00、UTC+02:00（夏令时）。

## 行政
巴兹蒙的邮政编码为78580，INSEE市镇编码为78049。

## 政治
巴兹蒙所属的省级选区为欧贝让维尔县。

## 人口

1962-2008年间巴兹蒙人口变化图示

巴兹蒙于2022年1月1日时的人口数量为1712人。